# Скоба

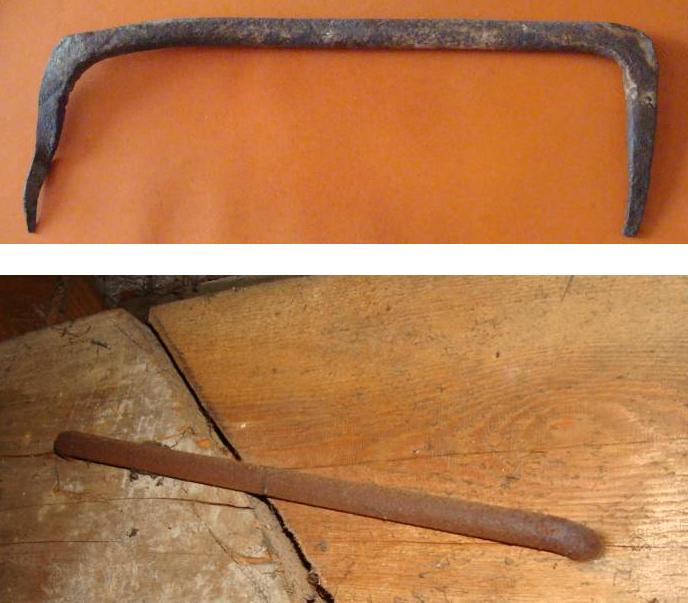
Строительная скоба и её применение

Скоба́ — крепёжная деталь в виде изогнутого, обычно в виде дуги или буквы П, металлического прутка или полосы, укрепляемая каким-либо способом в зависимости от своего назначения.

## Применение
Строительная скоба применяется для скрепления деревянных конструкций, вбиваемая зубами в дерево она позволяет быстро и сравнительно надёжно жёстко зафиксировать элементы конструкции (наиболее распространённый вариант — скрепление торцов стен деревянных домов из бруса и оцилиндрованного бревна). Ско́бы ручной ковки выполняются с разными сечениями с учётом «работы» скобы́ в конструкции. Такая скоба более надёжна, она редко лопается от нагрузок и при перепаде температур.
Такелажные ско́бы применяются в подъёмных системах (а иногда и в статичных) в качестве съёмных связок для присоединения (стальных) проволочных тросов, цепей и других такелажных приспособлений. Ско́бы с винтовыми штифтами в основном используются для задач непостоянного назначения. Ско́бы с предохранительным контрящим болтом используются для долгосрочных или постоянных задач или там, где груз может надвигаться на штифт, вызывая его вращение. Цепные или D-образные ско́бы в основном используются в одноплечих подъёмных системах, тогда как якорные и дугообразные ско́бы главным образом применяются в многоплечих системах.
Широко используются в быту проволочные ско́бы-скрепки — канцелярский предмет, позволяя быстро скрепить бумажные листы.
Использование скоб обусловлено значительным увеличением (по сравнению, например, с гвоздями) площади, на которой скоба прижимает закрепляемый объект. Поэтому скобами часто крепят обивочную ткань к мебели, плакаты к стенам и щитам, оргалитовые задние стенки к шкафам, пароизоляцию к деревянным конструкциям.